# Louise Bennett-Coverley
Louise Simone Bennett-Coverley, OM, OJ, MBE (auch: Miss Lou; * 7. September 1919 in Kingston; † 26. Juli 2006 in Toronto, Kanada) war eine jamaikanische Schriftstellerin. Sie wird zu den einflussreichsten Persönlichkeiten der jamaikanischen Kultur des 20. Jahrhunderts gezählt.

## Leben
Louise Bennett wurde in Kingston als Tochter des Bäckers Augustus Cornelius Bennett und seiner Frau Kerene Robinson-Bennett, einer Schneiderin, geboren. Sie ging zur Ebenezer und zur Calabar Elementary School, bevor sie das St. Simon’s College und das Excelsior College in Kingston besuchte, später das Friends College in Highgate, St Mary. Mit einem Stipendium des British Council studierte sie in den 1940er Jahren an der Royal Academy of Dramatic Art in London und bekam kurz nach ihrer Ankunft in England mit Caribbean Carnival ihre eigene Sendung bei der BBC. Nachdem sie ihren Abschluss gemacht hatte, kehrte sie 1947 nach Jamaika zurück. 1950 ging sie wieder nach England, um für die BBC zu arbeiten (West Indian Night) und sich anderweitig künstlerisch zu betätigen. Ab 1953 arbeitete sie ein Jahr lang in den USA für das Radio, arbeitete dort auch am Theater und führte Regie bei einem Musical, bevor sie 1954 wieder nach Jamaika zog, wo sie die nächsten drei Jahrzehnte verbrachte. In Jamaika engagierte sie sich für das Theater und lehrte sowohl in Sozialarbeitsgruppen als auch an der University of the West Indies (Extra Mural Department) Jugendliche und Erwachsene über Dramen. Ebenso hielt sie in den USA und Großbritannien Vorlesungen über jamaikanische Folklore und Musik. Zwischen 1966 und 1982 trug Bennett im jamaikanischen Radio mitunter bis zu dreimal wöchentlich Miss Lou's Views vor, selbstverfasste, meist einige Minuten lange Monologe. Von 1970 bis 1982 moderierte sie die Fernsehsendung Ring Ding, in der Kindern jamaikanische Volkskultur nähergebracht wurde. Anfang der 1980er zog sie nach Fort Lauderdale in den USA um, 1987 dann nach Toronto in Kanada, wo sie bis zu ihrem Lebensende lebte.
Mit in jamaikanischem Patois verfassten Gedichten, die sie seit ihrem 14. Lebensjahr schuf, half sie dabei mit, die ursprünglich nur als Dialekt der einfachen Bevölkerung und noch zur Zeit ihrer Jugend von den britischen Kolonialherren oftmals schlicht als schlechtes Englisch angesehene Sprache auf die künstlerische Ebene zu heben und so zu allgemeinem Ansehen zu bringen. In ihren Gedichten, die seit den frühen 1940er Jahren in Büchern und nach anfänglichem Widerstand auch in jamaikanischen Zeitungen veröffentlicht wurden, schaffte sie es, der jamaikanischen Lebensphilosophie, der Religion, dem Witz und der Spontaneität der Gefühle Ausdruck zu verleihen. Häufig machte sie auf ironisch-humoristische und sozialkritische Weise auf Klassen- und Hautfarbenunterschieden beruhende Vorurteile lächerlich oder kritisierte die Menschen, die sich dafür schämten, Jamaikaner oder Schwarze zu sein.
Louise Bennett war seit 1954 mit dem Entertainer Eric Winston Coverley verheiratet, der im Jahr 2002 verstarb. Sie hatte einen Stiefsohn und mehrere adoptierte Kinder. Sie starb in Toronto am 26. Juli 2006 im Alter von 86 Jahren.

## Ehrungen
Für ihre Beiträge zur jamaikanischen Kultur wurde sie 1960 Member of the Order of the British Empire und erhielt den Norman Manley Award for Excellence (im Bereich Kunst). Ferner wurde sie 1974 mit dem Order of Jamaica ausgezeichnet und erhielt die silberne und goldene Musgrave-Medaille für herausragende Bedeutung auf dem Feld der Kunst und Kultur. 1983 erhielt sie die Ehrendoktorwürde der University of the West Indies. Mit ihrer Komposition You're going home now gewann sie 1988 eine Nominierung der Academy of Canadian Cinema and Television als Best Original Song (im Film Milk and Honey). 1998 wurde sie mit dem Ehrendoktortitel der York University in Toronto gewürdigt. Die jamaikanische Regierung ernannte sie außerdem zur Kulturbotschafterin und sie wurde schließlich am 6. August 2001 für ihre herausragenden Beiträge zur Entwicklung von Kunst und Kultur mit dem Order of Merit geehrt.
Sie wurde in die Anthologie Daughters of Africa aufgenommen, die 1992 von Margaret Busby in London und New York herausgegeben wurde.

## Werke (Auswahl)
- Dialect Verses (1942)
- Jamaica Labrish (1966)
- Anancy and Miss Lou (1979)
- Selected Poems (1982)
- Aunty Roachy Seh (1993)

## Diskographie (Auswahl)
- Jamaica Folksongs (Folkways, 1953)
- Yes M' Dear (Island Records Jamaica, 1981)

## Filmografie
- 1981: Zwei Asse trumpfen auf (Chi trova un amico, trova un tesoro)